# 減三和音
減三和音（げんさんわおん、英語: diminished triad）は、根音（基礎となる音）、根音から短三度（3半音）上の音、根音から減五度（6半音）上の音の3音で構成される三和音である。マイナーフラットフィフス (英語: minor flatted fifth) とも呼ばれる。

## 概要

### 各言語での呼称
- 英語: diminished triad （ディミニッシュト・トライアド）
- 英語: minor flatted fifth （マイナー・フラッテド・フィフス）
- ドイツ語: Verminderter Dreiklang （フェアミンデアター・ドライクラング）

### 構成音
- 根音（R）
- 短三度（m3°）
- 減五度（-5°）（dim5°）

以上の3音から構成される三和音である。根音から短三度を2回重ねたコード、もしくは短三和音の5番目の音を半音下げて、減五度となったため、不協和音となる。

## 主な用法
多くの場合、減七の和音や属七の和音に取って代わられる。

### ダイアトニック・コードとして
短調の II 度の和音（機能はサブドミナント・マイナー、あるいは単にサブドミナント）（ツーファイブ扱い）として
イ短調：
Am→Bm(♭5)→E7→Am
Im→IIm(♭5)→V7→Im
T→Sm→D→T
長調、和声的短音階、旋律的短音階の VII 度の和音（機能はドミナント）として
ハ長調：
C→Bm(♭5)→C
I→VIIm(♭5)→I
T→D→T
これは属七の和音 V7 の根音省略形として捉えることもできる。

### ノン・ダイアトニック・コードとして
経過和音 passing chord として（機能はない）
ハ長調において、元の和音進行が C→Dm→Em→Dm→C である場合、和音進行を滑らかにするために、経過的に次のように用いられることがある：
C→C#m(♭5)→Dm→D#m(♭5)→Em→E♭m(♭5)→Dm→D♭m(♭5)→C
経過和音として減三和音を用いる場合、後続和音は長三和音か短三和音でなければならない。後続和音が七の和音である場合、その三和音部分はやはり長三和音か短三和音でなければならない。